# Kościół husycki w Broumovie
Kościół husycki w Broumovie – zabytkowy obiekt wybudowany w Broumovie.
Wybudowany został w latach 1902-1903 jako świątynia luterańska. Obecnie jest własnością stowarzyszenia Diakonie Broumov.

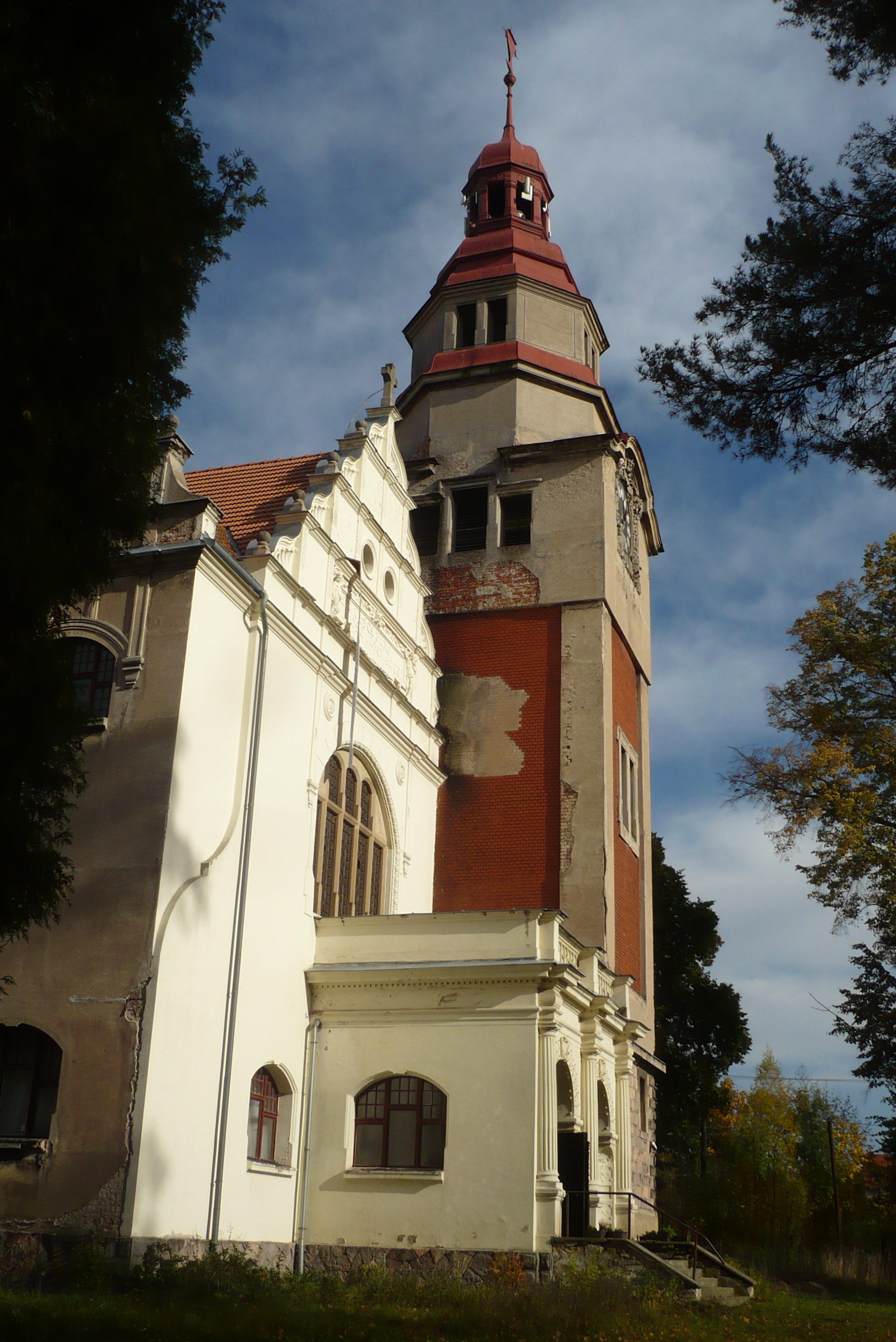
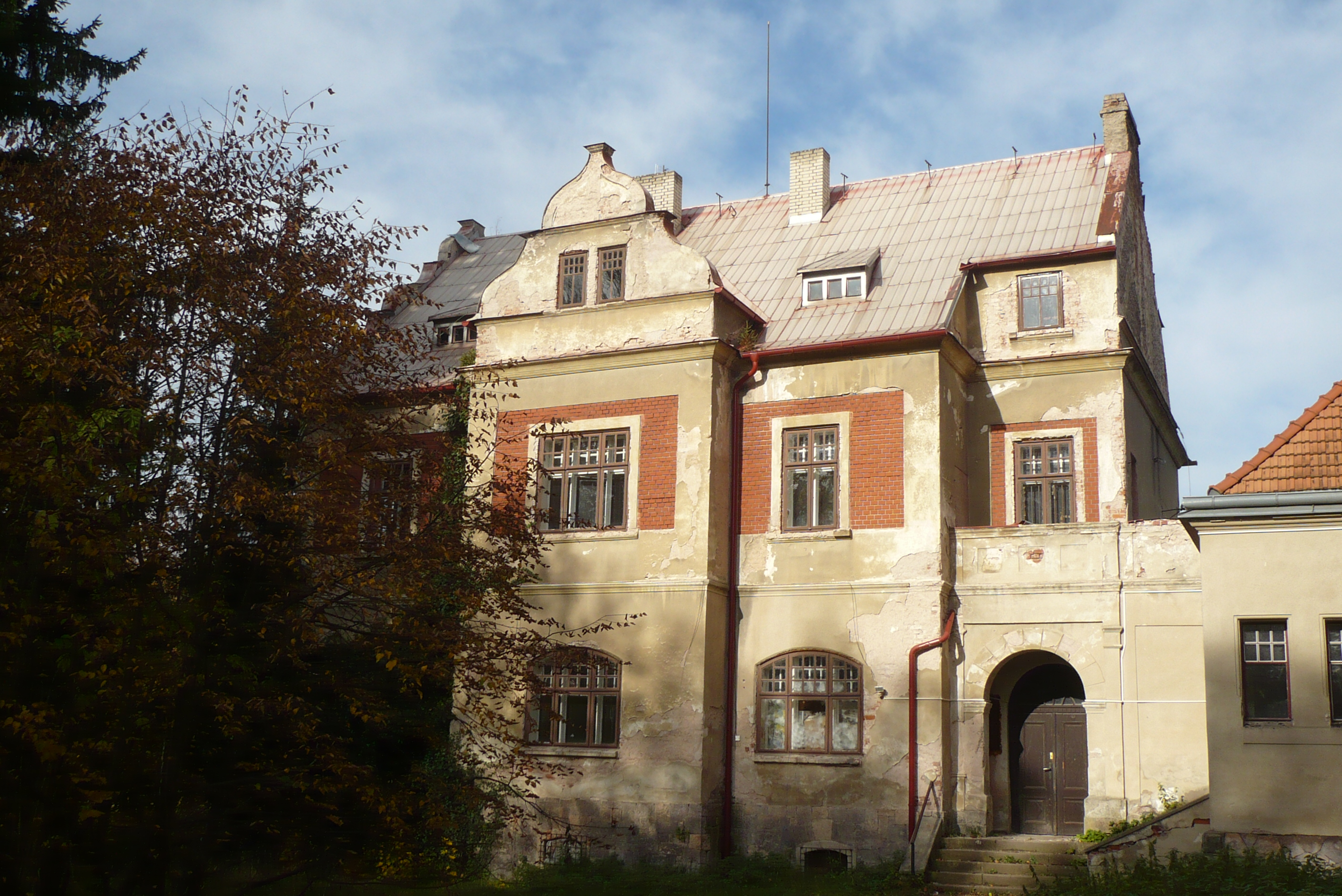
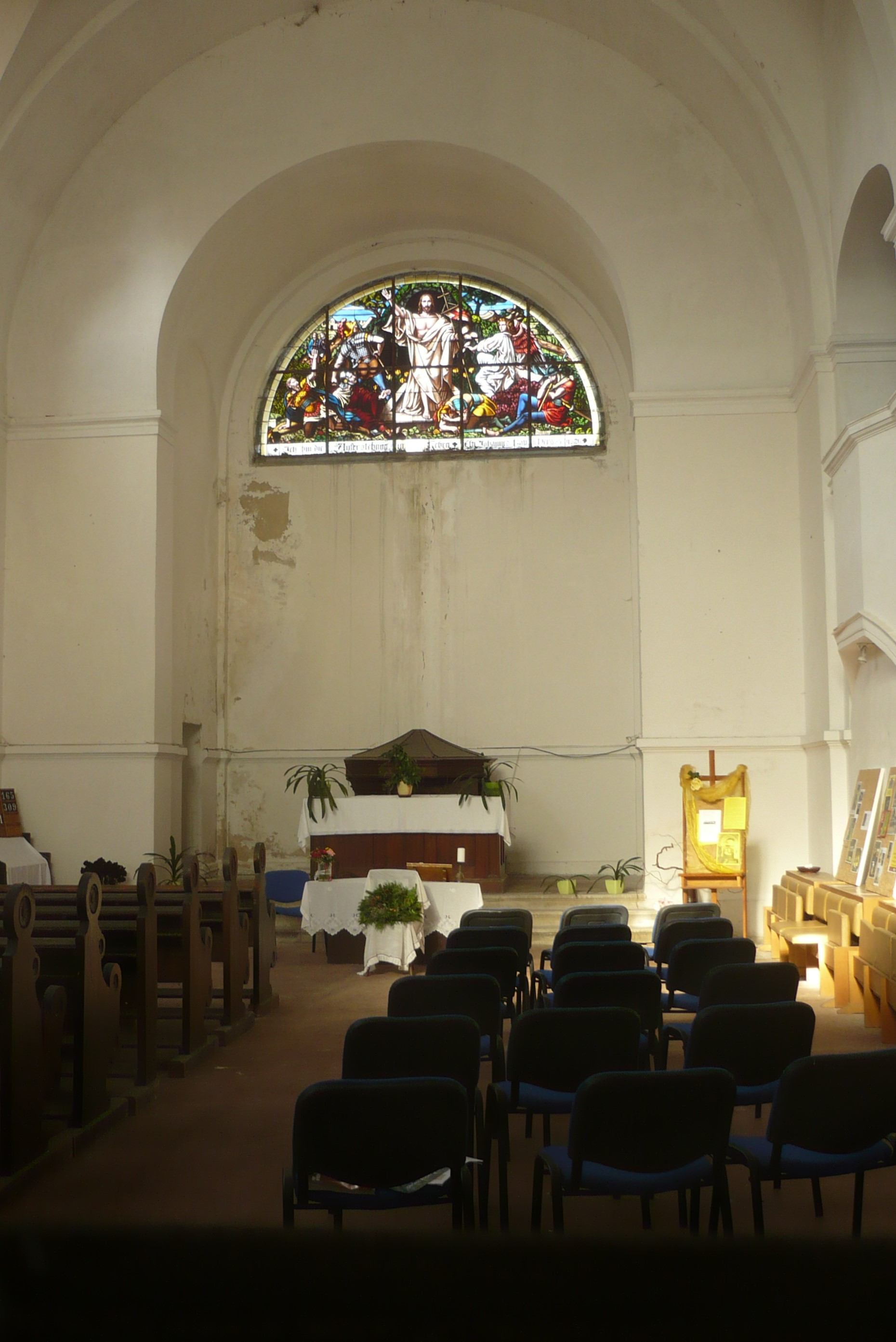